# Trinidad Guevara
Trinidad Guevara   (Villa Soriano, 11 de maig de 1798 - Buenos Aires, 24 de juliol de 1873) va ser una actriu de teatre uruguaiana qui va tenir una extensa carrera artística.

## Biografia
Trinidad Guevera va néixer a la casa dels Marfetán ubicada a Vila Soriano, al carrer Ituzaingó i Lavalleja. Era filla de l'actor i arxiver de la Companyia Còmica de Montevideo, Joaquín Ladrón de Guevara i de la criolla Dominga Cuevas. Vinculada a l'art escènica des de la seva més primerenca joventut, va debutar als 13 anys com a actriu secundària a la Casa de Comèdies de Montevideo, sota la direcció de Bartolomé Hidalgo. Als 17 anys va realitzar el primer paper protagonista.
Va ser mare soltera al tenir a la seva filla Carolina Oribe Guevara, fruit de la seva relació amb el llavors general militar i després president constitucional d'Uruguai Manuel Oribe als 18 anys, però això no va fer que interrompés la seva carrera. En 1817 va entrar al ventall de Teatre Coliseo de Buenos Aires, i als 19 anys va ser la preferida del públic porteny. Als 21 anys va tenir al seu segon fill, a qui va anomenar Caupolicán. Ja convertida en actriu de respecte i que exercia una mena de professorat entre els actors, va liderar la companyia del Coliseo.
Dona de gran bellesa física, d'atractius trets mestissos heretats de la seva mare, va captivar a diversos homes que la van conèixer. Al juny de 1821, el pare Castañeda va publicar un article contra Trinidad, on la qualifica de «dona prostituïda» i de «claveguera de vicis i immundícies». Diu així:
| « | «La Trinidad Guevara és una dona que per la seva criminal conducta ha excitat contra ella l'odi de les llevadores i la excecració dels seus semblants. La seva impavidesa la llança fins presentar-se al teatre amb el retrat al coll d'un dels seus atordits que, desatenent els sagrats deures de la seva legítima esposa i família, viu amb aquesta còmica ... aquesta Anna Bolena.» | » |

Trinidad respon en un volant imprès: 
| « | «Públic respectable: l'agressió va tenir per causa defensar el decòrum de la senyora Ujier i un periodista sacerdot ha vingut a ser sacrificador. Així se m'ha calumniat en un paper que bé podria servir de tomba a la llibertat d'impremta al país més fanàtic d'ella. Segons l'autor jo pertanyo a les fúries, no a les dones. Però he dit jo alguna cosa en contra d'ella o ha estat el mateix públic? I encara que fos just venjar-se en mi, seria necessari que un sacerdot periodista fos el sacrificador i la gran Buenos Aires el temple on jo fos sacrificada? Jo sóc acusada, més aviat diré calumniada: gana rabiosa amb què esbocinen a una dona que mai els va ofendre. El poble il·lustrat la reputa, no com una dona criminal, sinó infeliç» | » |

Quan reapareix en escena, després de diverses nits, és rebuda pel públic amb grans aplaudiments.
Trinidad Guevara continua la seva carrera i també interpreta papers masculins, com altres actrius de l'època; el 1826 actua com el jove Pau a la tragèdia Virginia de Alfieri, on segons Arturo Capdevila, «feia un Pau que era per menjar-se'l». Va fer altres obres com El amor y la intriga. El bon èxit va ser gairebé sempre company inseparable de Trinidad. Actuava sense exageracions, humanitzant els seus personatges amb un estil que li era propi, amb bella veu i dicció perfecta. El 1832, coincideixen en un mateix escenari Trinidad Guevara i Juan Aurelio Casacuberta, després que ell fes una brillant carrera en què no creia l'actriu, que el considerava un ballarí i no comediant.
A Trinidad no li faltava sentit de l'humor i recitava molt sovint aquesta seguidilla de Lima:
| « | «No me mires, que miran que nos miramos, miremos la manera de no mirarnos, no nos miremos y cuando no nos miren, nos miraremos...» | » |

Les tafaneries d'ella sobre els seus romanços segueixen sorgint, i a més s'enverina quan va prendre com a remei verí per a rates, sent salvada per un metge de la policia. Això la converteix en tema obligat de tertúlies més o menys ocioses. Com que no li agradava l'escàndol va abandonar el país. Va renunciar a tot: aplaudiments, admiració, diners; a tot menys al seu portarretrat. Va actuar a Montevideo, Córdoba, Mendoza i nombroses ciutats de Xile.
Va tornar a Buenos Aires el 1856, va fer la seva última funció en el seu benefici al Teatre El Porvenir, i tres dies més tard va anunciar el seu retir de l'escenari a través d'un comunicat de premsa. Va treballar durant 46 anys en els escenaris.
Va morir el 24 de juliol de 1873, als 75 anys, oblidada, sense cap comentari en els diaris portenys pel seu decés. Un carrer de Buenos Aires porta el seu nom en el seu homenatge.
El 1985 es va anomenar un teatre amb el seu nom per primera vegada, el Teatre Municipal Trinitat Guevara de Luján (Buenos Aires, Argentina).